# Notwende

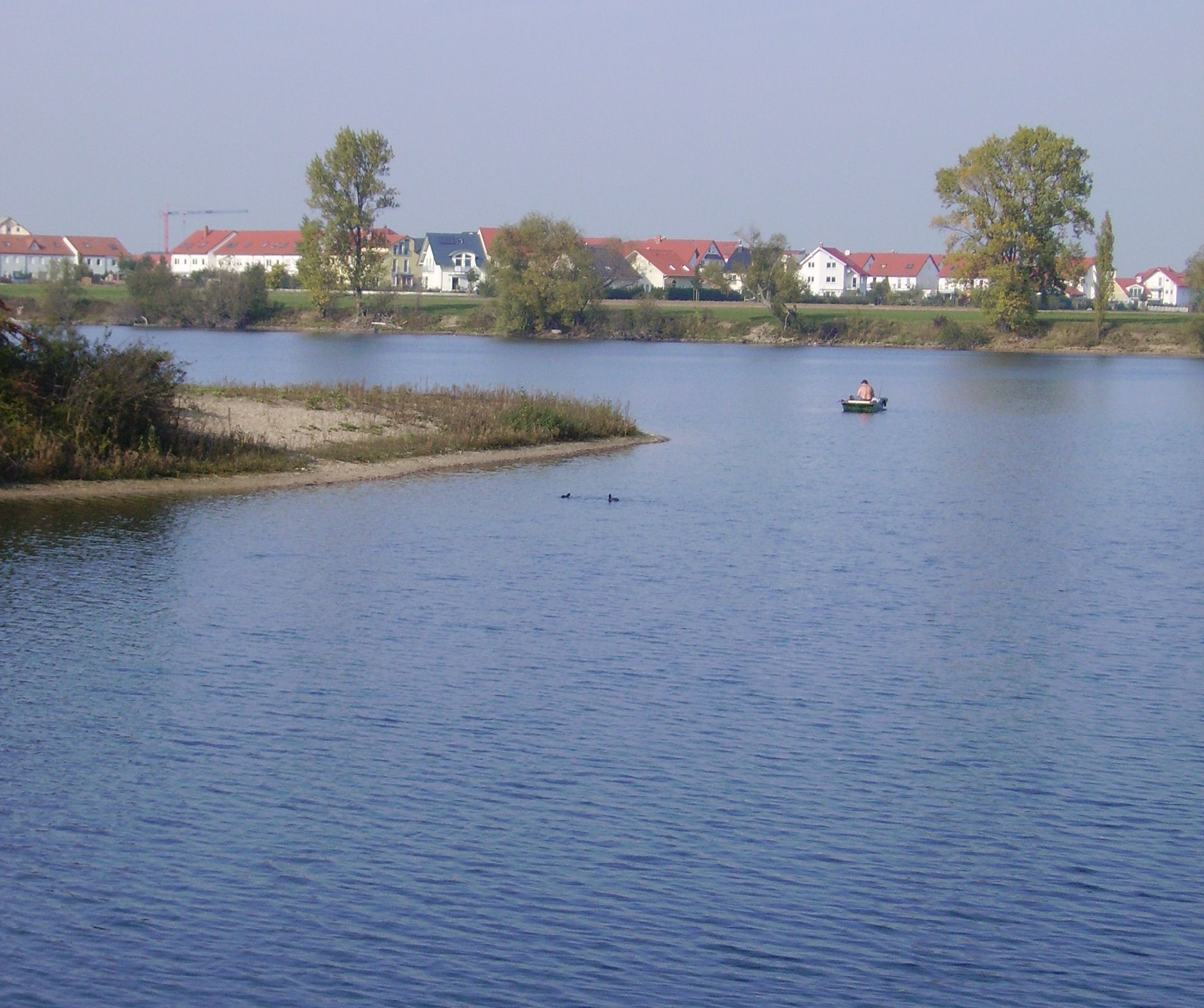
Notwende

Die Notwende ist ein Teil Ludwigshafen-Oggersheims, der in den 1930er Jahren als Werkssiedlung der BASF errichtet wurde.
1933 begann die I.G. Farben mit der Errichtung der Siedlung Notwende. Im zweiten Bauabschnitt wurden u. a. 30 Häuser für die Stadt Oggersheim und acht Häuser für die zwei Oggersheimer Brauereien errichtet. 1935 war die Siedlung die größte Werkssiedlung Deutschlands. Am 14. März 1936 entschied der Stadtrat von Oggersheim, die Siedlung „Notwende“ zu taufen, da mit der Errichtung der Siedlung die größte (Wohnungs-)Not von den Bewohnern abgewendet wurde.
Mit dem Neubaugebiet Melm wurde das Gebiet in den 1990er Jahren stark erweitert. Heute leben ca. 4800 Menschen in der Notwende und etwa 2800 in der Melm, die erst zu 50 % bebaut wurde.